# Baranzate
Baranzate là một đô thị ởtỉnh Milano ở vùngLombardia, khoảng 8 km về phía tây bắc củaMilano. Đô thị này đã được thành lập năm 2004 từ một số khu vực của Bollate. Đến thời điểm 31 tháng 12 năm 2004, dân số đô thị này là 11.227 người, diện tích là 2,8 km².
Baranzate giáp các đô thị:: Bollate, Milano, Garbagnate Milanese, Novate Milanese.